# Lixa do Alvão
Lixa do Alvão is een plaats (freguesia) in de Portugese gemeente Vila Pouca de Aguiar en telt 489 inwoners (2001).